# Durnowo (obwód omski)
Durnowo (ros. Дурново) – wieś (dieriewnia) w Rosji, w obwodzie omskim, w rejonie muromcewskim. W 2021 liczyła 272 mieszkańców.